# Debra Maffett
Debra Sue Maffett (Cut and Shoot, 9 novembre 1956) è una modella statunitense, eletta Miss America 1983, in qualità di Miss Texas.
Diplomata presso la Waltrip High School di Houston, Texas nel 1975, Debra Maffett dopo la vittoria del titolo intraprese la carriera di conduttrice televisiva. Fra i programmi da lei condotti The Harvest Show su LeSea Broadcasting Network e TNN Country News su Spike TV. Inoltre nel 1987 ha recitato nella serie televisiva Matlock e nel 1988 nel film Assalto al network.